# Procés espontani
Un procés espontani és l'evolució temporal d'un sistema que allibera l'energia lliure i mou el sistema a un estat d'energia menor, termodinàmicament més estable. La convenció de signe d'energia lliure segueix la convenció general per a mesures termodinàmiques, en la qual un alliberament de l'energia lliure del sistema correspon a un canvi negatiu en l'energia lliure del sistema i un canvi positiu en l'energia lliure de l'entorn.
Depenent de la naturalesa del procés, l'energia lliure es determina de manera diferent. Per exemple, l'increment d'energia lliure de Gibbs s'utilitza quan es consideren processos que ocorren sota temperatura i pressió constant, mentre que l'increment d'energia lliure de Helmholtz s'utilitza quan es consideren processos que ocorren sota temperatura i volum constant. El valor i fins i tot el signe d'ambdós canvis d'energia lliures pot dependre de la temperatura i pressió o volum.
Com que els processos espontanis són caracteritzats per una disminució en l'energia lliure del sistema, no necessiten ser conduïts per una font exterior d'energia.
Per als casos que impliquen un sistema aïllat on no hi ha energia intercanviada amb l'entorn, els processos espontanis es caracteritzen per un augment en l'entropia.
Una reacció espontània és una reacció química en què el procés és espontani sota les condicions d'interès.

## Resum
Generalment, l'espontaneïtat d'un procés només determina si un procés pot ocórrer o no i no fa cap indicació sobre si el procés ocorrerà o no. En altres paraules, l'espontaneïtat és necessària, però no és condició suficient perquè un procés ocorri. A més, l'espontaneïtat no fa cap implicació sobre la velocitat del procés.
Per exemple, la conversió d'un diamant a grafit és un procés espontani a temperatura ambient i pressió atmosfèrica. Malgrat ser espontani, aquest procés no ocorre ràpidament ja que l'energia per trencar els enllaços carboni-carboni és major que l'alliberament d'energia lliure.

## Ús de l'energia lliure per determinar espontaneïtat
Per a un procés que ocorre a pressió i temperatura constants, l'espontaneïtat pot ser determinada utilitzant el canvi en l'energia lliure de Gibbs, el qual és donat per:
,{\displaystyle \Delta G=\Delta H-T\Delta S\,}
en què el signe de ΔG depèn dels signes dels canvis dins l'entalpia (ΔH) i l'entropia (ΔS). El signe de ΔG variarà de positiu a negatiu (o viceversa) on T = ΔH/ΔS.
En casos en què ΔG és:
- Negativa, el procés és espontani i pot procedir cap a la dreta tal com està escrit.
- Positiu, el procés no és espontani tal com està escrit, però pot procedir espontàniament en la direcció inversa.
- Zero, el procés està en equilibri.

Aquest conjunt de regles pot ser usat per determinar quatre casos diferents per examinar els signes de ΔS i ΔH.
- Quan ΔS > 0 i ΔH < 0, el procés és sempre espontani tal com està escrit.
- Quan ΔS < 0 i ΔH > 0, el procés mai és espontani, però el procés invers és sempre espontani.
- Quan ΔS > 0 i ΔH > 0, el procés serà espontani a temperatures altes i no-espontani a temperatures baixes.
- Quan ΔS < 0 i ΔH < 0, el procés serà espontani a temperatures baixes i no-espontani a temperatures altes.

Pels dos últims casos, la temperatura a la qual es produiran els canvis d'espontaneïtat serà determinada per les magnituds relatives de ΔS i ΔH.

## Ús de l'entropia per determinar espontaneïtat
Quan s'usa el canvi d'entropia d'un procés per avaluar l'espontaneïtat, és important considerar amb compte la definició del sistema i de l'entorn. El segon principi de la termodinàmica diu que un procés que implica un sistema aïllat serà espontani si l'entropia del sistema augmenta amb el temps. Per a sistemes oberts o tancats, tanmateix, el principi ha de ser modificat per dir que l'entropia total del sistema combinat i l'entorn han d'augmentar, o,
.{\displaystyle \Delta S_{\textrm {total}}=\Delta S_{\textrm {sistema}}+\Delta S_{\textrm {entorn}}\geq 0\,}
Aquest criteri pot ser emprat per explicar com és possible que l'entropia d'un sistema obert o tancat disminueixi durant un procés espontani. Una disminució de l'entropia del sistema només pot ocórrer espontàniament si el canvi d'entropia de l'entorn és positiu en signe i té una magnitud més gran que el canvi d'entropia del sistema:
{\displaystyle \Delta S_{\textrm {entorn}}>0}
I
{\displaystyle \left|\Delta S_{\textrm {entorn}}\right|>\left|\Delta S_{\textrm {sistema}}\right|}
En molts processos, l'augment de l'entropia de l'entorn és completada via transferència de calor del sistema a l'entorn (per exemple, un procés exotèrmic).